# Chicago Bears 1938
La stagione 1938 dei Chicago Bears è stata la 18ª della franchigia nella National Football League. La squadra terminò con un record di 6-5 al terzo posto della Western Division.
I Bears non riuscirono a ripetere i successi dell'anno precedente: l'attacco subì la perdita del fullback Bronko Nagurski, ritiratosi, e il gioco sulle corse fu così poco efficace mentre la difesa concesse 14 o più punti in cinque occasioni, tante quante le due stagioni precedenti sommate. Particolarmente deludenti furono le due sconfitte contro i Cleveland Rams che quell'anno vinsero solo 4 partite.

## Calendario
| Stagione regolare |                     |                   |           |           |
| Data              | Avversario          | Stadio            | Risultato | Punteggio |
| 11 set.           | Chicago Cardinals   | Soldier Field     | V         | 16–13     |
| 18 set.           | Green Bay Packers   | East Stadium      | V         | 2–0       |
| 2 ott.            | Philadelphia Eagles | Municipal Stadium | V         | 28–6      |
| 9 ott.            | Cleveland Rams      | Shaw Stadium      | S         | 14–7      |
| 16 ott.           | Chicago Cardinals   | Comiskey Park     | V         | 34–28     |
| 23 ott.           | Cleveland Rams      | Wrigley Field     | S         | 23–21     |
| 30 ott.           | Detroit Lions       | Wrigley Field     | S         | 13–7      |
| 6 nov.            | Green Bay Packers   | Wrigley Field     | S         | 24–17     |
| 13 nov.           | Washington Redskins | Wrigley Field     | V         | 31–7      |
| 20 nov.           | Brooklyn Dodgers    | Ebbets Field      | V         | 24–6      |
| 24 nov.           | Detroit Lions       | Briggs Stadium    | S         | 14–7      |

## Classifiche
| NFL Western Division |   |   |   |      |     |     |     |     |
|                      | V | S | P | %    | DIV | PF  | PS  | STR |
| Green Bay Packers    | 8 | 3 | 0 | .727 | 6–2 | 223 | 118 | S1  |
| Detroit Lions        | 7 | 4 | 0 | .636 | 6–2 | 119 | 108 | S1  |
| Chicago Bears        | 6 | 5 | 0 | .545 | 3–5 | 194 | 148 | S1  |
| Cleveland Rams       | 4 | 7 | 0 | .364 | 3–5 | 131 | 215 | V1  |
| Chicago Cardinals    | 2 | 9 | 0 | .182 | 2–6 | 111 | 168 | V1  |

Nota: I pareggi non venivano conteggiati ai fini della classifica fino al 1972.

## Futuri Hall of Famer
- Dan Fortmann, guardia
- George Musso, guardia
- Joe Stydahar, tackle